# Hepatic (culoare)
Culoarea hepatică (latină hepaticus), este o culoare brun-roșietică închisă sau purpuriu-roșcat închisă, asemănătoare culorii ficatului. Unele rase de câini pot avea o culoare hepatică (hepatic-canină). Caii pot avea o blană hepatică (hepatic-cabalină).

## Note

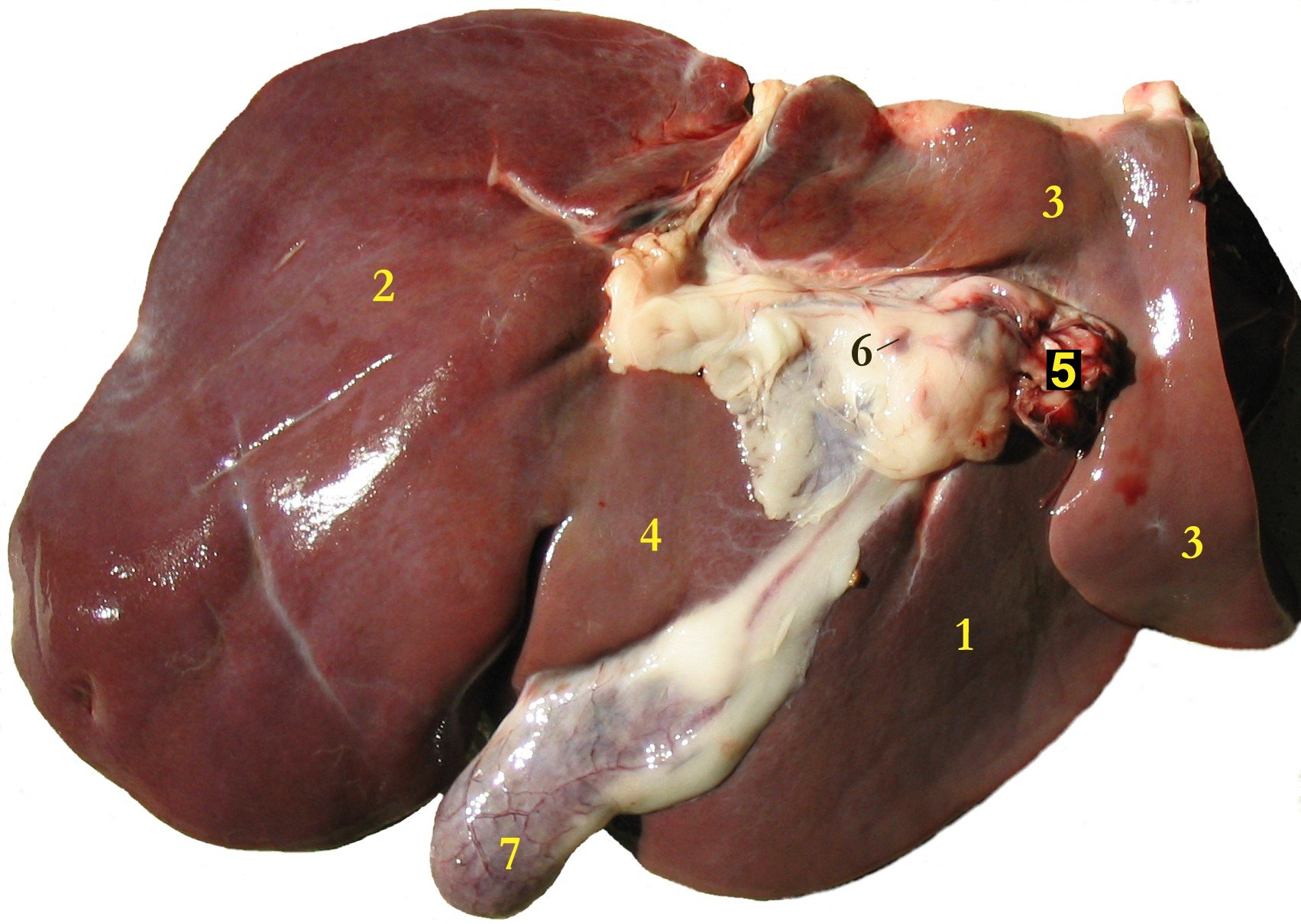
Culoarea brun-roșietică ficatului
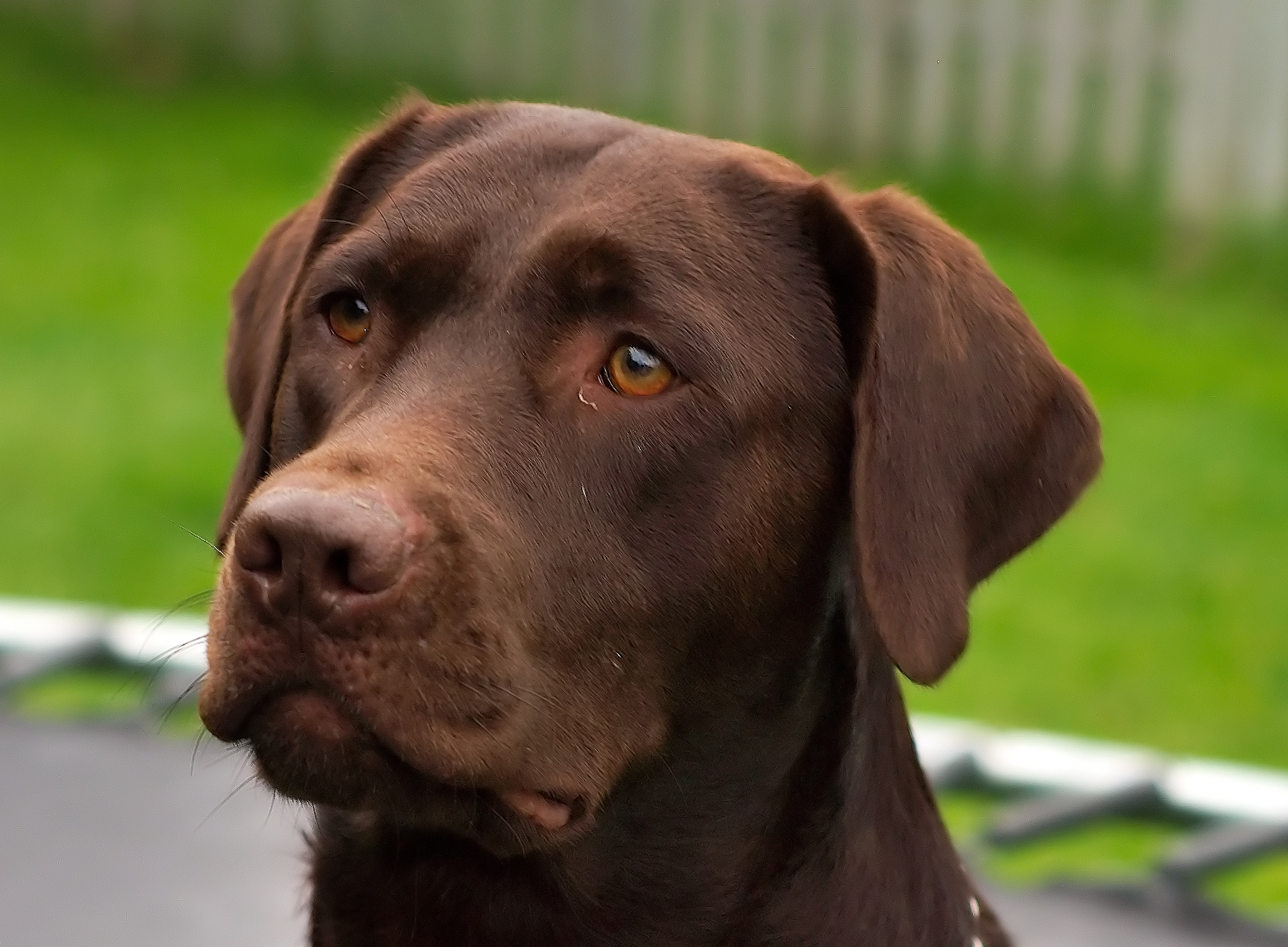
Culoarea hepatică sau ciocolatie la rasa de câini Labrador Retriever
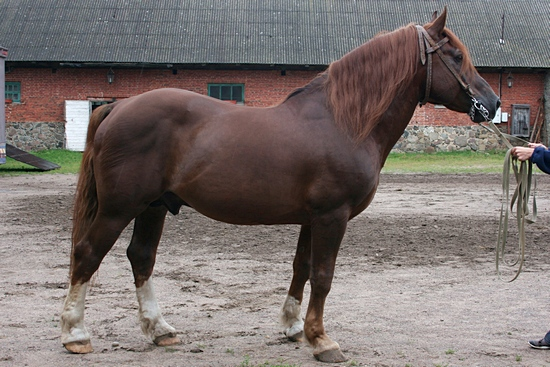
Culoarea castaniu-hepatică a unui cal